# Калмычёк (Панинский район)
Калмычёк — село в Панинском районе Воронежской области России.
Входит в состав городского поселения Панино.

## География
Село расположено в северо-западной части Панинского городского поселения.
В селе имеются четыре улицы — Гагарина, Заречная, Луговая, Школьная и два переулка — Гагарина, Школьный.

## История
Основано в 1820-е годы переселенцами из сёл Орлово, Макарье, Рождественская Хава. Первоначально называлось деревней Калмыцкой — по небольшой степной речке, на которой село образовалось.
Относилось к Хавской, а затем к Ивановской волости Воронежского уезда. В 1919 году село было присоединено к Панинской волости Бобровского уезда, но через несколько лет было передано обратно в Воронежский уезд.
В 1859 году в селе было 28 дворов с населением 314 человек. В 1900 году здесь уже было 80 дворов с населением 545 человек, а также общественное здание, школа, церковь, две мелочные и одна винная лавки.
На улице школьной стояла церковь. Позднее ее разрушили для повторного использования кирпича при строительстве Панинской школы.

## Население
| 1859 | 2000 | 2005 | 2010 |
| ---- | ---- | ---- | ---- |
| 317  | ↘249 | ↘242 | ↘174 |